# Nemci, Nova Gorica
Nemci este o localitate din comuna Nova Gorica, Slovenia, cu o populație de 29 de locuitori.